# Division II i ishockey 1974-75
Division II i ishockey 1974-75 var turneringen på niveau 2 i det svenske ligasystem. Turneringen havde deltagelse af 71 hold, der var inddelt i seks puljer med 11 eller 12 hold i hver pulje. I hver pulje spillede holdene en dobbeltturnering alle-mod-alle, hvilket gav 20 eller 22 spillerunder. De seks puljevindere gik videre til kvalifikationen til den følgende sæson i Eliteserien.
De seks puljer blev vundet af IFK Kiruna (nord A), Hofors IK (nord B), Fagersta AIK (vest), Hammarby IF (øst), HV71 (syd A) og BK Bäcken (syd B). De seks hold gik videre til kvalifikationen, hvor de sammen med nr. 9 og 10 fra Division I, Södertälje SK og Djurgårdens IF, spillede om de to sidste ledige pladser i Eliteserien i 1975-76. De to Eliteseriepladser gik til Södertälje SK og Djurgårdens IF, så ingen hold fra Division II rykkede op.
Den følgende sæson skiftede Division II navn til Division I, og samtidig blev antallet af hold i rækken reduceret til 48 hold. Det medførte, at der denne sæson var ekstraordinært mange nedrykkere. Følgende hold rykkede et niveau ned til den division, der herefter kom til at hedde Division II: Alfta GIF, Almtuna IS, Avesta BK, BK Remo, Forshaga IF, Granö IF, Gävle Godtemplares IK, Hanhals BK, HC Dalen, IFK Arboga, IFK Lindesberg, IK Rommehed, IK Viking, Kallinge-Ronneby IF, KB 65 HK, KBA-67, Kågedalens AIF, Ljusne AIK, Malmbergets AIF, Morgårdshammars IF, Mölndals IF, Norrtälje IK, Nyköpings BIS, Roma IF, Rögle BK, Skogsbo SK, Skövde IK, Tranebergs IF, Vimmerby IF, Växjö HC og Örnsköldsviks SK.

## Division II

### Hold
Division II havde deltagelse af 71 klubber, hvilket var otte færre end i den foregående sæson. Blandt deltagerne var:
- 2 klubber, der var rykket ned fra Division I: IF Tunabro og Kiruna AIF.
- 11 klubber, der var rykket op fra Division III: Alfta GIF, HC Dalen, IFK Arboga, IK Rommehed, Karlskrona IK, KB 65, KBA-67, Malmbergets AIF, Nynäshamns IF, Skogsbo SK og Tranebergs IF.

Efter den foregående sæson skete der endvidere følgende ændringer:
- Ishockeyafdelingerne i Kallinge SK og Ronneby BK havde fusioneret, og den nye forening, Kallinge-Ronneby IF, overtog Kallinge SK's plads i Division II.

Siden den foregående sæson var divisionens struktur endvidere blevet ændret fra otte puljer med 9 eller 10 hold til seks puljer med 11 eller 12 hold. I regionerne nord og syd var der fortsat to puljer, pulje A og pulje B, mens regionerne øst og vest var blevet reduceret fra to til en pulje. Det medførte en større omfordeling af holdene mellem Division II-puljerne, og i den forbindelse skiftede følgende hold pulje: 
- Granö IF og Tegs SK flyttede fra Nord B til Nord A.
- Bollnäs IS, Gävle Godtemplares IK, Hofors IK, Ljusne AIK og Strömsbro IF flyttede fra Øst A til Nord B.
- Til den nye Division II Vest blev følgende hold flyttet:
  - Falu IF og Malung IF fra Øst A.
  - Surahammars IF fra Øst B.
  - Avesta BK, Fagersta AIK, Forshaga IF, Grums IK, IK Viking og Morgårdshammars IF fra Vest A.
- Til den nye Division II Øst blev følgende hold flyttet:
  - Almtuna IS, Enköpings SK/SK Elvan, Hammarby IF, Norrtälje IK, Roma IF, Tierps IF og Väsby IK fra Øst B.
  - Huddinge IK, Nacka SK og BK Remo fra Syd A.
- Boro/Landsbro IF, Gislaved SK, HV71, Skövde IK og Tibro IK flyttede fra Vest B til Syd A.
- IFK Lindesberg flyttede Vest A til Syd A.
- BK Bäcken, Hanhals BK og Mölndals IF flyttede fra Vest B til Syd B.

I hver pulje spillede holdene en dobbeltturnering alle-mod-alle, og de seks puljevindere gik videre til kvalifikationen til Eliteserien.
| Hold i Division II 1974-75 | Hold i Division II 1974-75 | Hold i Division II 1974-75 | Hold i Division II 1974-75 | Boden Clemensnäs/Rönnskär Granö IFK Kiruna Kiruna AIF Luleå Kågedalen Malmberget Medle Piteå Teg Alfta Bollnäs Gävle Godtemplare Heffners/ Ortviken Hofors Järved KB 65 Ljusne Strömsbro Tunadal Östersund Örnsköldsvik Avesta Fagersta Falun Forshaga Grums Tunabro Rommehed Viking Malung Morgårds- hammar Skogsbo Surahammar Almtuna Enköping Hammarby, Huddinge, Nacka og Traneberg Norrtälje Nynäshamn Remo Roma Tierp Väsby Kenty Boro/Landsbro Gislaved Dalen Vita Hästen HV71 Arboga Lindesberg Nyköping Skövde Tibro Vimmerby Bäcken Halmstad Hanhals Troja Kallinge‑Ronneby Karlskrona KBA-67 Malmö Mölndal Nybro Rögle Växjö |
| Division II Nord A         | Division II Nord A         | Division II Nord B         | Division II Nord B         | Boden Clemensnäs/Rönnskär Granö IFK Kiruna Kiruna AIF Luleå Kågedalen Malmberget Medle Piteå Teg Alfta Bollnäs Gävle Godtemplare Heffners/ Ortviken Hofors Järved KB 65 Ljusne Strömsbro Tunadal Östersund Örnsköldsvik Avesta Fagersta Falun Forshaga Grums Tunabro Rommehed Viking Malung Morgårds- hammar Skogsbo Surahammar Almtuna Enköping Hammarby, Huddinge, Nacka og Traneberg Norrtälje Nynäshamn Remo Roma Tierp Väsby Kenty Boro/Landsbro Gislaved Dalen Vita Hästen HV71 Arboga Lindesberg Nyköping Skövde Tibro Vimmerby Bäcken Halmstad Hanhals Troja Kallinge‑Ronneby Karlskrona KBA-67 Malmö Mölndal Nybro Rögle Växjö |
| Hold                       | By                         | Hold                       | By                         | Boden Clemensnäs/Rönnskär Granö IFK Kiruna Kiruna AIF Luleå Kågedalen Malmberget Medle Piteå Teg Alfta Bollnäs Gävle Godtemplare Heffners/ Ortviken Hofors Järved KB 65 Ljusne Strömsbro Tunadal Östersund Örnsköldsvik Avesta Fagersta Falun Forshaga Grums Tunabro Rommehed Viking Malung Morgårds- hammar Skogsbo Surahammar Almtuna Enköping Hammarby, Huddinge, Nacka og Traneberg Norrtälje Nynäshamn Remo Roma Tierp Väsby Kenty Boro/Landsbro Gislaved Dalen Vita Hästen HV71 Arboga Lindesberg Nyköping Skövde Tibro Vimmerby Bäcken Halmstad Hanhals Troja Kallinge‑Ronneby Karlskrona KBA-67 Malmö Mölndal Nybro Rögle Växjö |
| Bodens BK                  | Boden                      | Alfta GIF                  | Alfta                      | Boden Clemensnäs/Rönnskär Granö IFK Kiruna Kiruna AIF Luleå Kågedalen Malmberget Medle Piteå Teg Alfta Bollnäs Gävle Godtemplare Heffners/ Ortviken Hofors Järved KB 65 Ljusne Strömsbro Tunadal Östersund Örnsköldsvik Avesta Fagersta Falun Forshaga Grums Tunabro Rommehed Viking Malung Morgårds- hammar Skogsbo Surahammar Almtuna Enköping Hammarby, Huddinge, Nacka og Traneberg Norrtälje Nynäshamn Remo Roma Tierp Väsby Kenty Boro/Landsbro Gislaved Dalen Vita Hästen HV71 Arboga Lindesberg Nyköping Skövde Tibro Vimmerby Bäcken Halmstad Hanhals Troja Kallinge‑Ronneby Karlskrona KBA-67 Malmö Mölndal Nybro Rögle Växjö |
| Clemensnäs/Rönnskärs IF    | Ursviken                   | Bollnäs IS                 | Bollnäs                    | Boden Clemensnäs/Rönnskär Granö IFK Kiruna Kiruna AIF Luleå Kågedalen Malmberget Medle Piteå Teg Alfta Bollnäs Gävle Godtemplare Heffners/ Ortviken Hofors Järved KB 65 Ljusne Strömsbro Tunadal Östersund Örnsköldsvik Avesta Fagersta Falun Forshaga Grums Tunabro Rommehed Viking Malung Morgårds- hammar Skogsbo Surahammar Almtuna Enköping Hammarby, Huddinge, Nacka og Traneberg Norrtälje Nynäshamn Remo Roma Tierp Väsby Kenty Boro/Landsbro Gislaved Dalen Vita Hästen HV71 Arboga Lindesberg Nyköping Skövde Tibro Vimmerby Bäcken Halmstad Hanhals Troja Kallinge‑Ronneby Karlskrona KBA-67 Malmö Mölndal Nybro Rögle Växjö |
| Granö IF                   | Granö                      | Gävle Godtemplares IK      | Gävle                      | Boden Clemensnäs/Rönnskär Granö IFK Kiruna Kiruna AIF Luleå Kågedalen Malmberget Medle Piteå Teg Alfta Bollnäs Gävle Godtemplare Heffners/ Ortviken Hofors Järved KB 65 Ljusne Strömsbro Tunadal Östersund Örnsköldsvik Avesta Fagersta Falun Forshaga Grums Tunabro Rommehed Viking Malung Morgårds- hammar Skogsbo Surahammar Almtuna Enköping Hammarby, Huddinge, Nacka og Traneberg Norrtälje Nynäshamn Remo Roma Tierp Väsby Kenty Boro/Landsbro Gislaved Dalen Vita Hästen HV71 Arboga Lindesberg Nyköping Skövde Tibro Vimmerby Bäcken Halmstad Hanhals Troja Kallinge‑Ronneby Karlskrona KBA-67 Malmö Mölndal Nybro Rögle Växjö |
| IFK Kiruna                 | Kiruna                     | Heffners/Ortvikens IF      | Sundsvall                  | Boden Clemensnäs/Rönnskär Granö IFK Kiruna Kiruna AIF Luleå Kågedalen Malmberget Medle Piteå Teg Alfta Bollnäs Gävle Godtemplare Heffners/ Ortviken Hofors Järved KB 65 Ljusne Strömsbro Tunadal Östersund Örnsköldsvik Avesta Fagersta Falun Forshaga Grums Tunabro Rommehed Viking Malung Morgårds- hammar Skogsbo Surahammar Almtuna Enköping Hammarby, Huddinge, Nacka og Traneberg Norrtälje Nynäshamn Remo Roma Tierp Väsby Kenty Boro/Landsbro Gislaved Dalen Vita Hästen HV71 Arboga Lindesberg Nyköping Skövde Tibro Vimmerby Bäcken Halmstad Hanhals Troja Kallinge‑Ronneby Karlskrona KBA-67 Malmö Mölndal Nybro Rögle Växjö |
| IFK Luleå                  | Luleå                      | Hofors IK                  | Hofors                     | Boden Clemensnäs/Rönnskär Granö IFK Kiruna Kiruna AIF Luleå Kågedalen Malmberget Medle Piteå Teg Alfta Bollnäs Gävle Godtemplare Heffners/ Ortviken Hofors Järved KB 65 Ljusne Strömsbro Tunadal Östersund Örnsköldsvik Avesta Fagersta Falun Forshaga Grums Tunabro Rommehed Viking Malung Morgårds- hammar Skogsbo Surahammar Almtuna Enköping Hammarby, Huddinge, Nacka og Traneberg Norrtälje Nynäshamn Remo Roma Tierp Väsby Kenty Boro/Landsbro Gislaved Dalen Vita Hästen HV71 Arboga Lindesberg Nyköping Skövde Tibro Vimmerby Bäcken Halmstad Hanhals Troja Kallinge‑Ronneby Karlskrona KBA-67 Malmö Mölndal Nybro Rögle Växjö |
| Kiruna AIF                 | Kiruna                     | Järveds IF                 | Örnsköldsvik               | Boden Clemensnäs/Rönnskär Granö IFK Kiruna Kiruna AIF Luleå Kågedalen Malmberget Medle Piteå Teg Alfta Bollnäs Gävle Godtemplare Heffners/ Ortviken Hofors Järved KB 65 Ljusne Strömsbro Tunadal Östersund Örnsköldsvik Avesta Fagersta Falun Forshaga Grums Tunabro Rommehed Viking Malung Morgårds- hammar Skogsbo Surahammar Almtuna Enköping Hammarby, Huddinge, Nacka og Traneberg Norrtälje Nynäshamn Remo Roma Tierp Väsby Kenty Boro/Landsbro Gislaved Dalen Vita Hästen HV71 Arboga Lindesberg Nyköping Skövde Tibro Vimmerby Bäcken Halmstad Hanhals Troja Kallinge‑Ronneby Karlskrona KBA-67 Malmö Mölndal Nybro Rögle Växjö |
| Kågedalens AIF             | Kåge                       | KB 65                      | Bjästa                     | Boden Clemensnäs/Rönnskär Granö IFK Kiruna Kiruna AIF Luleå Kågedalen Malmberget Medle Piteå Teg Alfta Bollnäs Gävle Godtemplare Heffners/ Ortviken Hofors Järved KB 65 Ljusne Strömsbro Tunadal Östersund Örnsköldsvik Avesta Fagersta Falun Forshaga Grums Tunabro Rommehed Viking Malung Morgårds- hammar Skogsbo Surahammar Almtuna Enköping Hammarby, Huddinge, Nacka og Traneberg Norrtälje Nynäshamn Remo Roma Tierp Väsby Kenty Boro/Landsbro Gislaved Dalen Vita Hästen HV71 Arboga Lindesberg Nyköping Skövde Tibro Vimmerby Bäcken Halmstad Hanhals Troja Kallinge‑Ronneby Karlskrona KBA-67 Malmö Mölndal Nybro Rögle Växjö |
| Malmbergets AIF            | Malmberget                 | Ljusne AIK                 | Ljusne                     | Boden Clemensnäs/Rönnskär Granö IFK Kiruna Kiruna AIF Luleå Kågedalen Malmberget Medle Piteå Teg Alfta Bollnäs Gävle Godtemplare Heffners/ Ortviken Hofors Järved KB 65 Ljusne Strömsbro Tunadal Östersund Örnsköldsvik Avesta Fagersta Falun Forshaga Grums Tunabro Rommehed Viking Malung Morgårds- hammar Skogsbo Surahammar Almtuna Enköping Hammarby, Huddinge, Nacka og Traneberg Norrtälje Nynäshamn Remo Roma Tierp Väsby Kenty Boro/Landsbro Gislaved Dalen Vita Hästen HV71 Arboga Lindesberg Nyköping Skövde Tibro Vimmerby Bäcken Halmstad Hanhals Troja Kallinge‑Ronneby Karlskrona KBA-67 Malmö Mölndal Nybro Rögle Växjö |
| Medle SK                   | Medle                      | Strömsbro IF               | Gävle                      | Boden Clemensnäs/Rönnskär Granö IFK Kiruna Kiruna AIF Luleå Kågedalen Malmberget Medle Piteå Teg Alfta Bollnäs Gävle Godtemplare Heffners/ Ortviken Hofors Järved KB 65 Ljusne Strömsbro Tunadal Östersund Örnsköldsvik Avesta Fagersta Falun Forshaga Grums Tunabro Rommehed Viking Malung Morgårds- hammar Skogsbo Surahammar Almtuna Enköping Hammarby, Huddinge, Nacka og Traneberg Norrtälje Nynäshamn Remo Roma Tierp Väsby Kenty Boro/Landsbro Gislaved Dalen Vita Hästen HV71 Arboga Lindesberg Nyköping Skövde Tibro Vimmerby Bäcken Halmstad Hanhals Troja Kallinge‑Ronneby Karlskrona KBA-67 Malmö Mölndal Nybro Rögle Växjö |
| Piteå IF                   | Piteå                      | Tunadals IF                | Sundsvall                  | Boden Clemensnäs/Rönnskär Granö IFK Kiruna Kiruna AIF Luleå Kågedalen Malmberget Medle Piteå Teg Alfta Bollnäs Gävle Godtemplare Heffners/ Ortviken Hofors Järved KB 65 Ljusne Strömsbro Tunadal Östersund Örnsköldsvik Avesta Fagersta Falun Forshaga Grums Tunabro Rommehed Viking Malung Morgårds- hammar Skogsbo Surahammar Almtuna Enköping Hammarby, Huddinge, Nacka og Traneberg Norrtälje Nynäshamn Remo Roma Tierp Väsby Kenty Boro/Landsbro Gislaved Dalen Vita Hästen HV71 Arboga Lindesberg Nyköping Skövde Tibro Vimmerby Bäcken Halmstad Hanhals Troja Kallinge‑Ronneby Karlskrona KBA-67 Malmö Mölndal Nybro Rögle Växjö |
| Tegs SK                    | Umeå                       | Örnsköldsviks SK           | Örnsköldsvik               | Boden Clemensnäs/Rönnskär Granö IFK Kiruna Kiruna AIF Luleå Kågedalen Malmberget Medle Piteå Teg Alfta Bollnäs Gävle Godtemplare Heffners/ Ortviken Hofors Järved KB 65 Ljusne Strömsbro Tunadal Östersund Örnsköldsvik Avesta Fagersta Falun Forshaga Grums Tunabro Rommehed Viking Malung Morgårds- hammar Skogsbo Surahammar Almtuna Enköping Hammarby, Huddinge, Nacka og Traneberg Norrtälje Nynäshamn Remo Roma Tierp Väsby Kenty Boro/Landsbro Gislaved Dalen Vita Hästen HV71 Arboga Lindesberg Nyköping Skövde Tibro Vimmerby Bäcken Halmstad Hanhals Troja Kallinge‑Ronneby Karlskrona KBA-67 Malmö Mölndal Nybro Rögle Växjö |
|                            |                            | Östersunds IK              | Östersund                  | Boden Clemensnäs/Rönnskär Granö IFK Kiruna Kiruna AIF Luleå Kågedalen Malmberget Medle Piteå Teg Alfta Bollnäs Gävle Godtemplare Heffners/ Ortviken Hofors Järved KB 65 Ljusne Strömsbro Tunadal Östersund Örnsköldsvik Avesta Fagersta Falun Forshaga Grums Tunabro Rommehed Viking Malung Morgårds- hammar Skogsbo Surahammar Almtuna Enköping Hammarby, Huddinge, Nacka og Traneberg Norrtälje Nynäshamn Remo Roma Tierp Väsby Kenty Boro/Landsbro Gislaved Dalen Vita Hästen HV71 Arboga Lindesberg Nyköping Skövde Tibro Vimmerby Bäcken Halmstad Hanhals Troja Kallinge‑Ronneby Karlskrona KBA-67 Malmö Mölndal Nybro Rögle Växjö |
| Division II Vest           | Division II Vest           | Division II Øst            | Division II Øst            | Boden Clemensnäs/Rönnskär Granö IFK Kiruna Kiruna AIF Luleå Kågedalen Malmberget Medle Piteå Teg Alfta Bollnäs Gävle Godtemplare Heffners/ Ortviken Hofors Järved KB 65 Ljusne Strömsbro Tunadal Östersund Örnsköldsvik Avesta Fagersta Falun Forshaga Grums Tunabro Rommehed Viking Malung Morgårds- hammar Skogsbo Surahammar Almtuna Enköping Hammarby, Huddinge, Nacka og Traneberg Norrtälje Nynäshamn Remo Roma Tierp Väsby Kenty Boro/Landsbro Gislaved Dalen Vita Hästen HV71 Arboga Lindesberg Nyköping Skövde Tibro Vimmerby Bäcken Halmstad Hanhals Troja Kallinge‑Ronneby Karlskrona KBA-67 Malmö Mölndal Nybro Rögle Växjö |
| Hold                       | By                         | Hold                       | By                         | Boden Clemensnäs/Rönnskär Granö IFK Kiruna Kiruna AIF Luleå Kågedalen Malmberget Medle Piteå Teg Alfta Bollnäs Gävle Godtemplare Heffners/ Ortviken Hofors Järved KB 65 Ljusne Strömsbro Tunadal Östersund Örnsköldsvik Avesta Fagersta Falun Forshaga Grums Tunabro Rommehed Viking Malung Morgårds- hammar Skogsbo Surahammar Almtuna Enköping Hammarby, Huddinge, Nacka og Traneberg Norrtälje Nynäshamn Remo Roma Tierp Väsby Kenty Boro/Landsbro Gislaved Dalen Vita Hästen HV71 Arboga Lindesberg Nyköping Skövde Tibro Vimmerby Bäcken Halmstad Hanhals Troja Kallinge‑Ronneby Karlskrona KBA-67 Malmö Mölndal Nybro Rögle Växjö |
| Avesta BK                  | Avesta                     | Almtuna IS                 | Uppsala                    | Boden Clemensnäs/Rönnskär Granö IFK Kiruna Kiruna AIF Luleå Kågedalen Malmberget Medle Piteå Teg Alfta Bollnäs Gävle Godtemplare Heffners/ Ortviken Hofors Järved KB 65 Ljusne Strömsbro Tunadal Östersund Örnsköldsvik Avesta Fagersta Falun Forshaga Grums Tunabro Rommehed Viking Malung Morgårds- hammar Skogsbo Surahammar Almtuna Enköping Hammarby, Huddinge, Nacka og Traneberg Norrtälje Nynäshamn Remo Roma Tierp Väsby Kenty Boro/Landsbro Gislaved Dalen Vita Hästen HV71 Arboga Lindesberg Nyköping Skövde Tibro Vimmerby Bäcken Halmstad Hanhals Troja Kallinge‑Ronneby Karlskrona KBA-67 Malmö Mölndal Nybro Rögle Växjö |
| Fagersta AIK               | Fagersta                   | BK Remo                    | Södertälje                 | Boden Clemensnäs/Rönnskär Granö IFK Kiruna Kiruna AIF Luleå Kågedalen Malmberget Medle Piteå Teg Alfta Bollnäs Gävle Godtemplare Heffners/ Ortviken Hofors Järved KB 65 Ljusne Strömsbro Tunadal Östersund Örnsköldsvik Avesta Fagersta Falun Forshaga Grums Tunabro Rommehed Viking Malung Morgårds- hammar Skogsbo Surahammar Almtuna Enköping Hammarby, Huddinge, Nacka og Traneberg Norrtälje Nynäshamn Remo Roma Tierp Väsby Kenty Boro/Landsbro Gislaved Dalen Vita Hästen HV71 Arboga Lindesberg Nyköping Skövde Tibro Vimmerby Bäcken Halmstad Hanhals Troja Kallinge‑Ronneby Karlskrona KBA-67 Malmö Mölndal Nybro Rögle Växjö |
| Falu IF                    | Falun                      | Enköpings SK/SK Elvan      | Enköping                   | Boden Clemensnäs/Rönnskär Granö IFK Kiruna Kiruna AIF Luleå Kågedalen Malmberget Medle Piteå Teg Alfta Bollnäs Gävle Godtemplare Heffners/ Ortviken Hofors Järved KB 65 Ljusne Strömsbro Tunadal Östersund Örnsköldsvik Avesta Fagersta Falun Forshaga Grums Tunabro Rommehed Viking Malung Morgårds- hammar Skogsbo Surahammar Almtuna Enköping Hammarby, Huddinge, Nacka og Traneberg Norrtälje Nynäshamn Remo Roma Tierp Väsby Kenty Boro/Landsbro Gislaved Dalen Vita Hästen HV71 Arboga Lindesberg Nyköping Skövde Tibro Vimmerby Bäcken Halmstad Hanhals Troja Kallinge‑Ronneby Karlskrona KBA-67 Malmö Mölndal Nybro Rögle Växjö |
| Forshaga IF                | Forshaga                   | Hammarby IF                | Stockholm                  | Boden Clemensnäs/Rönnskär Granö IFK Kiruna Kiruna AIF Luleå Kågedalen Malmberget Medle Piteå Teg Alfta Bollnäs Gävle Godtemplare Heffners/ Ortviken Hofors Järved KB 65 Ljusne Strömsbro Tunadal Östersund Örnsköldsvik Avesta Fagersta Falun Forshaga Grums Tunabro Rommehed Viking Malung Morgårds- hammar Skogsbo Surahammar Almtuna Enköping Hammarby, Huddinge, Nacka og Traneberg Norrtälje Nynäshamn Remo Roma Tierp Väsby Kenty Boro/Landsbro Gislaved Dalen Vita Hästen HV71 Arboga Lindesberg Nyköping Skövde Tibro Vimmerby Bäcken Halmstad Hanhals Troja Kallinge‑Ronneby Karlskrona KBA-67 Malmö Mölndal Nybro Rögle Växjö |
| Grums IK                   | Grums                      | Huddinge IK                | Huddinge                   | Boden Clemensnäs/Rönnskär Granö IFK Kiruna Kiruna AIF Luleå Kågedalen Malmberget Medle Piteå Teg Alfta Bollnäs Gävle Godtemplare Heffners/ Ortviken Hofors Järved KB 65 Ljusne Strömsbro Tunadal Östersund Örnsköldsvik Avesta Fagersta Falun Forshaga Grums Tunabro Rommehed Viking Malung Morgårds- hammar Skogsbo Surahammar Almtuna Enköping Hammarby, Huddinge, Nacka og Traneberg Norrtälje Nynäshamn Remo Roma Tierp Väsby Kenty Boro/Landsbro Gislaved Dalen Vita Hästen HV71 Arboga Lindesberg Nyköping Skövde Tibro Vimmerby Bäcken Halmstad Hanhals Troja Kallinge‑Ronneby Karlskrona KBA-67 Malmö Mölndal Nybro Rögle Växjö |
| IF Tunabro                 | Borlänge                   | Nacka SK                   | Nacka                      | Boden Clemensnäs/Rönnskär Granö IFK Kiruna Kiruna AIF Luleå Kågedalen Malmberget Medle Piteå Teg Alfta Bollnäs Gävle Godtemplare Heffners/ Ortviken Hofors Järved KB 65 Ljusne Strömsbro Tunadal Östersund Örnsköldsvik Avesta Fagersta Falun Forshaga Grums Tunabro Rommehed Viking Malung Morgårds- hammar Skogsbo Surahammar Almtuna Enköping Hammarby, Huddinge, Nacka og Traneberg Norrtälje Nynäshamn Remo Roma Tierp Väsby Kenty Boro/Landsbro Gislaved Dalen Vita Hästen HV71 Arboga Lindesberg Nyköping Skövde Tibro Vimmerby Bäcken Halmstad Hanhals Troja Kallinge‑Ronneby Karlskrona KBA-67 Malmö Mölndal Nybro Rögle Växjö |
| IK Rommehed                | Borlänge                   | Norrtälje IK               | Norrtälje                  | Boden Clemensnäs/Rönnskär Granö IFK Kiruna Kiruna AIF Luleå Kågedalen Malmberget Medle Piteå Teg Alfta Bollnäs Gävle Godtemplare Heffners/ Ortviken Hofors Järved KB 65 Ljusne Strömsbro Tunadal Östersund Örnsköldsvik Avesta Fagersta Falun Forshaga Grums Tunabro Rommehed Viking Malung Morgårds- hammar Skogsbo Surahammar Almtuna Enköping Hammarby, Huddinge, Nacka og Traneberg Norrtälje Nynäshamn Remo Roma Tierp Väsby Kenty Boro/Landsbro Gislaved Dalen Vita Hästen HV71 Arboga Lindesberg Nyköping Skövde Tibro Vimmerby Bäcken Halmstad Hanhals Troja Kallinge‑Ronneby Karlskrona KBA-67 Malmö Mölndal Nybro Rögle Växjö |
| IK Viking                  | Hagfors                    | Nynäshamns IF              | Nynäshamn                  | Boden Clemensnäs/Rönnskär Granö IFK Kiruna Kiruna AIF Luleå Kågedalen Malmberget Medle Piteå Teg Alfta Bollnäs Gävle Godtemplare Heffners/ Ortviken Hofors Järved KB 65 Ljusne Strömsbro Tunadal Östersund Örnsköldsvik Avesta Fagersta Falun Forshaga Grums Tunabro Rommehed Viking Malung Morgårds- hammar Skogsbo Surahammar Almtuna Enköping Hammarby, Huddinge, Nacka og Traneberg Norrtälje Nynäshamn Remo Roma Tierp Väsby Kenty Boro/Landsbro Gislaved Dalen Vita Hästen HV71 Arboga Lindesberg Nyköping Skövde Tibro Vimmerby Bäcken Halmstad Hanhals Troja Kallinge‑Ronneby Karlskrona KBA-67 Malmö Mölndal Nybro Rögle Växjö |
| Malungs IF                 | Malung                     | Roma IF                    | Roma                       | Boden Clemensnäs/Rönnskär Granö IFK Kiruna Kiruna AIF Luleå Kågedalen Malmberget Medle Piteå Teg Alfta Bollnäs Gävle Godtemplare Heffners/ Ortviken Hofors Järved KB 65 Ljusne Strömsbro Tunadal Östersund Örnsköldsvik Avesta Fagersta Falun Forshaga Grums Tunabro Rommehed Viking Malung Morgårds- hammar Skogsbo Surahammar Almtuna Enköping Hammarby, Huddinge, Nacka og Traneberg Norrtälje Nynäshamn Remo Roma Tierp Väsby Kenty Boro/Landsbro Gislaved Dalen Vita Hästen HV71 Arboga Lindesberg Nyköping Skövde Tibro Vimmerby Bäcken Halmstad Hanhals Troja Kallinge‑Ronneby Karlskrona KBA-67 Malmö Mölndal Nybro Rögle Växjö |
| Morgårdshammars IF         | Smedjebacken               | Tierps IF                  | Tierp                      | Boden Clemensnäs/Rönnskär Granö IFK Kiruna Kiruna AIF Luleå Kågedalen Malmberget Medle Piteå Teg Alfta Bollnäs Gävle Godtemplare Heffners/ Ortviken Hofors Järved KB 65 Ljusne Strömsbro Tunadal Östersund Örnsköldsvik Avesta Fagersta Falun Forshaga Grums Tunabro Rommehed Viking Malung Morgårds- hammar Skogsbo Surahammar Almtuna Enköping Hammarby, Huddinge, Nacka og Traneberg Norrtälje Nynäshamn Remo Roma Tierp Väsby Kenty Boro/Landsbro Gislaved Dalen Vita Hästen HV71 Arboga Lindesberg Nyköping Skövde Tibro Vimmerby Bäcken Halmstad Hanhals Troja Kallinge‑Ronneby Karlskrona KBA-67 Malmö Mölndal Nybro Rögle Växjö |
| Skogsbo SK                 | Skogsbo                    | Tranebergs IF              | Bromma                     | Boden Clemensnäs/Rönnskär Granö IFK Kiruna Kiruna AIF Luleå Kågedalen Malmberget Medle Piteå Teg Alfta Bollnäs Gävle Godtemplare Heffners/ Ortviken Hofors Järved KB 65 Ljusne Strömsbro Tunadal Östersund Örnsköldsvik Avesta Fagersta Falun Forshaga Grums Tunabro Rommehed Viking Malung Morgårds- hammar Skogsbo Surahammar Almtuna Enköping Hammarby, Huddinge, Nacka og Traneberg Norrtälje Nynäshamn Remo Roma Tierp Väsby Kenty Boro/Landsbro Gislaved Dalen Vita Hästen HV71 Arboga Lindesberg Nyköping Skövde Tibro Vimmerby Bäcken Halmstad Hanhals Troja Kallinge‑Ronneby Karlskrona KBA-67 Malmö Mölndal Nybro Rögle Växjö |
| Surahammars IF             | Surahammar                 | Väsby IK                   | Upplands Väsby             | Boden Clemensnäs/Rönnskär Granö IFK Kiruna Kiruna AIF Luleå Kågedalen Malmberget Medle Piteå Teg Alfta Bollnäs Gävle Godtemplare Heffners/ Ortviken Hofors Järved KB 65 Ljusne Strömsbro Tunadal Östersund Örnsköldsvik Avesta Fagersta Falun Forshaga Grums Tunabro Rommehed Viking Malung Morgårds- hammar Skogsbo Surahammar Almtuna Enköping Hammarby, Huddinge, Nacka og Traneberg Norrtälje Nynäshamn Remo Roma Tierp Väsby Kenty Boro/Landsbro Gislaved Dalen Vita Hästen HV71 Arboga Lindesberg Nyköping Skövde Tibro Vimmerby Bäcken Halmstad Hanhals Troja Kallinge‑Ronneby Karlskrona KBA-67 Malmö Mölndal Nybro Rögle Växjö |
| Division II Syd A          | Division II Syd A          | Division II Syd B          | Division II Syd B          | Boden Clemensnäs/Rönnskär Granö IFK Kiruna Kiruna AIF Luleå Kågedalen Malmberget Medle Piteå Teg Alfta Bollnäs Gävle Godtemplare Heffners/ Ortviken Hofors Järved KB 65 Ljusne Strömsbro Tunadal Östersund Örnsköldsvik Avesta Fagersta Falun Forshaga Grums Tunabro Rommehed Viking Malung Morgårds- hammar Skogsbo Surahammar Almtuna Enköping Hammarby, Huddinge, Nacka og Traneberg Norrtälje Nynäshamn Remo Roma Tierp Väsby Kenty Boro/Landsbro Gislaved Dalen Vita Hästen HV71 Arboga Lindesberg Nyköping Skövde Tibro Vimmerby Bäcken Halmstad Hanhals Troja Kallinge‑Ronneby Karlskrona KBA-67 Malmö Mölndal Nybro Rögle Växjö |
| Hold                       | By                         | Hold                       | By                         | Boden Clemensnäs/Rönnskär Granö IFK Kiruna Kiruna AIF Luleå Kågedalen Malmberget Medle Piteå Teg Alfta Bollnäs Gävle Godtemplare Heffners/ Ortviken Hofors Järved KB 65 Ljusne Strömsbro Tunadal Östersund Örnsköldsvik Avesta Fagersta Falun Forshaga Grums Tunabro Rommehed Viking Malung Morgårds- hammar Skogsbo Surahammar Almtuna Enköping Hammarby, Huddinge, Nacka og Traneberg Norrtälje Nynäshamn Remo Roma Tierp Väsby Kenty Boro/Landsbro Gislaved Dalen Vita Hästen HV71 Arboga Lindesberg Nyköping Skövde Tibro Vimmerby Bäcken Halmstad Hanhals Troja Kallinge‑Ronneby Karlskrona KBA-67 Malmö Mölndal Nybro Rögle Växjö |
| BK Kenty                   | Linköping                  | BK Bäcken                  | Göteborg                   | Boden Clemensnäs/Rönnskär Granö IFK Kiruna Kiruna AIF Luleå Kågedalen Malmberget Medle Piteå Teg Alfta Bollnäs Gävle Godtemplare Heffners/ Ortviken Hofors Järved KB 65 Ljusne Strömsbro Tunadal Östersund Örnsköldsvik Avesta Fagersta Falun Forshaga Grums Tunabro Rommehed Viking Malung Morgårds- hammar Skogsbo Surahammar Almtuna Enköping Hammarby, Huddinge, Nacka og Traneberg Norrtälje Nynäshamn Remo Roma Tierp Väsby Kenty Boro/Landsbro Gislaved Dalen Vita Hästen HV71 Arboga Lindesberg Nyköping Skövde Tibro Vimmerby Bäcken Halmstad Hanhals Troja Kallinge‑Ronneby Karlskrona KBA-67 Malmö Mölndal Nybro Rögle Växjö |
| Boro/Landsbro IF           | Landsbro                   | Halmstads HK               | Halmstad                   | Boden Clemensnäs/Rönnskär Granö IFK Kiruna Kiruna AIF Luleå Kågedalen Malmberget Medle Piteå Teg Alfta Bollnäs Gävle Godtemplare Heffners/ Ortviken Hofors Järved KB 65 Ljusne Strömsbro Tunadal Östersund Örnsköldsvik Avesta Fagersta Falun Forshaga Grums Tunabro Rommehed Viking Malung Morgårds- hammar Skogsbo Surahammar Almtuna Enköping Hammarby, Huddinge, Nacka og Traneberg Norrtälje Nynäshamn Remo Roma Tierp Väsby Kenty Boro/Landsbro Gislaved Dalen Vita Hästen HV71 Arboga Lindesberg Nyköping Skövde Tibro Vimmerby Bäcken Halmstad Hanhals Troja Kallinge‑Ronneby Karlskrona KBA-67 Malmö Mölndal Nybro Rögle Växjö |
| Gislaveds SK               | Gislaved                   | Hanhals BK                 | Kungsbacka                 | Boden Clemensnäs/Rönnskär Granö IFK Kiruna Kiruna AIF Luleå Kågedalen Malmberget Medle Piteå Teg Alfta Bollnäs Gävle Godtemplare Heffners/ Ortviken Hofors Järved KB 65 Ljusne Strömsbro Tunadal Östersund Örnsköldsvik Avesta Fagersta Falun Forshaga Grums Tunabro Rommehed Viking Malung Morgårds- hammar Skogsbo Surahammar Almtuna Enköping Hammarby, Huddinge, Nacka og Traneberg Norrtälje Nynäshamn Remo Roma Tierp Väsby Kenty Boro/Landsbro Gislaved Dalen Vita Hästen HV71 Arboga Lindesberg Nyköping Skövde Tibro Vimmerby Bäcken Halmstad Hanhals Troja Kallinge‑Ronneby Karlskrona KBA-67 Malmö Mölndal Nybro Rögle Växjö |
| HC Dalen                   | Norrahammar                | IF Troja                   | Ljungby                    | Boden Clemensnäs/Rönnskär Granö IFK Kiruna Kiruna AIF Luleå Kågedalen Malmberget Medle Piteå Teg Alfta Bollnäs Gävle Godtemplare Heffners/ Ortviken Hofors Järved KB 65 Ljusne Strömsbro Tunadal Östersund Örnsköldsvik Avesta Fagersta Falun Forshaga Grums Tunabro Rommehed Viking Malung Morgårds- hammar Skogsbo Surahammar Almtuna Enköping Hammarby, Huddinge, Nacka og Traneberg Norrtälje Nynäshamn Remo Roma Tierp Väsby Kenty Boro/Landsbro Gislaved Dalen Vita Hästen HV71 Arboga Lindesberg Nyköping Skövde Tibro Vimmerby Bäcken Halmstad Hanhals Troja Kallinge‑Ronneby Karlskrona KBA-67 Malmö Mölndal Nybro Rögle Växjö |
| HC Vita Hästen             | Norrköping                 | Kallinge-Ronneby IF        | Kallinge                   | Boden Clemensnäs/Rönnskär Granö IFK Kiruna Kiruna AIF Luleå Kågedalen Malmberget Medle Piteå Teg Alfta Bollnäs Gävle Godtemplare Heffners/ Ortviken Hofors Järved KB 65 Ljusne Strömsbro Tunadal Östersund Örnsköldsvik Avesta Fagersta Falun Forshaga Grums Tunabro Rommehed Viking Malung Morgårds- hammar Skogsbo Surahammar Almtuna Enköping Hammarby, Huddinge, Nacka og Traneberg Norrtälje Nynäshamn Remo Roma Tierp Väsby Kenty Boro/Landsbro Gislaved Dalen Vita Hästen HV71 Arboga Lindesberg Nyköping Skövde Tibro Vimmerby Bäcken Halmstad Hanhals Troja Kallinge‑Ronneby Karlskrona KBA-67 Malmö Mölndal Nybro Rögle Växjö |
| HV 71                      | Jönköping                  | Karlskrona IK              | Karlskrona                 | Boden Clemensnäs/Rönnskär Granö IFK Kiruna Kiruna AIF Luleå Kågedalen Malmberget Medle Piteå Teg Alfta Bollnäs Gävle Godtemplare Heffners/ Ortviken Hofors Järved KB 65 Ljusne Strömsbro Tunadal Östersund Örnsköldsvik Avesta Fagersta Falun Forshaga Grums Tunabro Rommehed Viking Malung Morgårds- hammar Skogsbo Surahammar Almtuna Enköping Hammarby, Huddinge, Nacka og Traneberg Norrtälje Nynäshamn Remo Roma Tierp Väsby Kenty Boro/Landsbro Gislaved Dalen Vita Hästen HV71 Arboga Lindesberg Nyköping Skövde Tibro Vimmerby Bäcken Halmstad Hanhals Troja Kallinge‑Ronneby Karlskrona KBA-67 Malmö Mölndal Nybro Rögle Växjö |
| IFK Arboga                 | Arboga                     | KBA-67                     | Kungsbacka                 | Boden Clemensnäs/Rönnskär Granö IFK Kiruna Kiruna AIF Luleå Kågedalen Malmberget Medle Piteå Teg Alfta Bollnäs Gävle Godtemplare Heffners/ Ortviken Hofors Järved KB 65 Ljusne Strömsbro Tunadal Östersund Örnsköldsvik Avesta Fagersta Falun Forshaga Grums Tunabro Rommehed Viking Malung Morgårds- hammar Skogsbo Surahammar Almtuna Enköping Hammarby, Huddinge, Nacka og Traneberg Norrtälje Nynäshamn Remo Roma Tierp Väsby Kenty Boro/Landsbro Gislaved Dalen Vita Hästen HV71 Arboga Lindesberg Nyköping Skövde Tibro Vimmerby Bäcken Halmstad Hanhals Troja Kallinge‑Ronneby Karlskrona KBA-67 Malmö Mölndal Nybro Rögle Växjö |
| IFK Lindesberg             | Lindesberg                 | Malmö IF                   | Malmö                      | Boden Clemensnäs/Rönnskär Granö IFK Kiruna Kiruna AIF Luleå Kågedalen Malmberget Medle Piteå Teg Alfta Bollnäs Gävle Godtemplare Heffners/ Ortviken Hofors Järved KB 65 Ljusne Strömsbro Tunadal Östersund Örnsköldsvik Avesta Fagersta Falun Forshaga Grums Tunabro Rommehed Viking Malung Morgårds- hammar Skogsbo Surahammar Almtuna Enköping Hammarby, Huddinge, Nacka og Traneberg Norrtälje Nynäshamn Remo Roma Tierp Väsby Kenty Boro/Landsbro Gislaved Dalen Vita Hästen HV71 Arboga Lindesberg Nyköping Skövde Tibro Vimmerby Bäcken Halmstad Hanhals Troja Kallinge‑Ronneby Karlskrona KBA-67 Malmö Mölndal Nybro Rögle Växjö |
| Nyköpings BIS              | Nyköping                   | Mölndals IF                | Mölndal                    | Boden Clemensnäs/Rönnskär Granö IFK Kiruna Kiruna AIF Luleå Kågedalen Malmberget Medle Piteå Teg Alfta Bollnäs Gävle Godtemplare Heffners/ Ortviken Hofors Järved KB 65 Ljusne Strömsbro Tunadal Östersund Örnsköldsvik Avesta Fagersta Falun Forshaga Grums Tunabro Rommehed Viking Malung Morgårds- hammar Skogsbo Surahammar Almtuna Enköping Hammarby, Huddinge, Nacka og Traneberg Norrtälje Nynäshamn Remo Roma Tierp Väsby Kenty Boro/Landsbro Gislaved Dalen Vita Hästen HV71 Arboga Lindesberg Nyköping Skövde Tibro Vimmerby Bäcken Halmstad Hanhals Troja Kallinge‑Ronneby Karlskrona KBA-67 Malmö Mölndal Nybro Rögle Växjö |
| Skövde IK                  | Skövde                     | Nybro IF                   | Nybro                      | Boden Clemensnäs/Rönnskär Granö IFK Kiruna Kiruna AIF Luleå Kågedalen Malmberget Medle Piteå Teg Alfta Bollnäs Gävle Godtemplare Heffners/ Ortviken Hofors Järved KB 65 Ljusne Strömsbro Tunadal Östersund Örnsköldsvik Avesta Fagersta Falun Forshaga Grums Tunabro Rommehed Viking Malung Morgårds- hammar Skogsbo Surahammar Almtuna Enköping Hammarby, Huddinge, Nacka og Traneberg Norrtälje Nynäshamn Remo Roma Tierp Väsby Kenty Boro/Landsbro Gislaved Dalen Vita Hästen HV71 Arboga Lindesberg Nyköping Skövde Tibro Vimmerby Bäcken Halmstad Hanhals Troja Kallinge‑Ronneby Karlskrona KBA-67 Malmö Mölndal Nybro Rögle Växjö |
| Tibro IK                   | Tibro                      | Rögle BK                   | Ängelholm                  | Boden Clemensnäs/Rönnskär Granö IFK Kiruna Kiruna AIF Luleå Kågedalen Malmberget Medle Piteå Teg Alfta Bollnäs Gävle Godtemplare Heffners/ Ortviken Hofors Järved KB 65 Ljusne Strömsbro Tunadal Östersund Örnsköldsvik Avesta Fagersta Falun Forshaga Grums Tunabro Rommehed Viking Malung Morgårds- hammar Skogsbo Surahammar Almtuna Enköping Hammarby, Huddinge, Nacka og Traneberg Norrtälje Nynäshamn Remo Roma Tierp Väsby Kenty Boro/Landsbro Gislaved Dalen Vita Hästen HV71 Arboga Lindesberg Nyköping Skövde Tibro Vimmerby Bäcken Halmstad Hanhals Troja Kallinge‑Ronneby Karlskrona KBA-67 Malmö Mölndal Nybro Rögle Växjö |
| Vimmerby IF                | Vimmerby                   | Växjö HC                   | Växjö                      | Boden Clemensnäs/Rönnskär Granö IFK Kiruna Kiruna AIF Luleå Kågedalen Malmberget Medle Piteå Teg Alfta Bollnäs Gävle Godtemplare Heffners/ Ortviken Hofors Järved KB 65 Ljusne Strömsbro Tunadal Östersund Örnsköldsvik Avesta Fagersta Falun Forshaga Grums Tunabro Rommehed Viking Malung Morgårds- hammar Skogsbo Surahammar Almtuna Enköping Hammarby, Huddinge, Nacka og Traneberg Norrtälje Nynäshamn Remo Roma Tierp Väsby Kenty Boro/Landsbro Gislaved Dalen Vita Hästen HV71 Arboga Lindesberg Nyköping Skövde Tibro Vimmerby Bäcken Halmstad Hanhals Troja Kallinge‑Ronneby Karlskrona KBA-67 Malmö Mölndal Nybro Rögle Växjö |

### Division II Nord A
| \| Nr \| Hold \| K \| V \| U \| T \| Mf \| \| Mi \| +/- \| P \| \| -- \| ----------------------- \| -- \| -- \| - \| -- \| --- \| - \| --- \| ---- \| ------------------------------------ \| \| 1 \| IFK Kiruna \| 20 \| 17 \| 0 \| 3 \| 149 \| – \| 79 \| +70 \| 34Oprykningsspil \| \| 2 \| Kiruna AIF (N) \| 20 \| 12 \| 1 \| 7 \| 111 \| – \| 61 \| +50 \| 25Division I 1975-76 \| \| 3 \| Medle SK \| 20 \| 12 \| 0 \| 8 \| 102 \| – \| 70 \| +32 \| 24Division I 1975-76 \| \| 4 \| Tegs SK \| 20 \| 11 \| 2 \| 7 \| 92 \| – \| 67 \| +25 \| 24Division I 1975-76 \| \| 5 \| Bodens BK \| 20 \| 11 \| 1 \| 8 \| 113 \| – \| 92 \| +21 \| 23Division I 1975-76 \| \| 6 \| Clemensnäs/Rönnskärs IF \| 20 \| 10 \| 3 \| 7 \| 90 \| – \| 72 \| +18 \| 23Division I 1975-76 \| \| 7 \| Piteå IF \| 20 \| 10 \| 2 \| 8 \| 115 \| – \| 75 \| +40 \| 22Division I 1975-76 \| \| 8 \| IFK Luleå \| 20 \| 11 \| 0 \| 9 \| 119 \| – \| 118 \| +1 \| 22Division I 1975-76 \| \| 9 \| Kågedalens AIF (O) \| 20 \| 5 \| 3 \| 12 \| 77 \| – \| 103 \| −26 \| 13Nedrykning til Division II 1975-76 \| \| 10 \| Granö IF \| 20 \| 5 \| 0 \| 15 \| 75 \| – \| 137 \| −62 \| 10Nedrykning til Division II 1975-76 \| \| 11 \| Malmbergets AIF (O) \| 20 \| 0 \| 0 \| 20 \| 47 \| – \| 216 \| −169 \| 0Nedrykning til Division II 1975-76 \| K: Kampe spillet, V: Vundne kampe, U: Uafgjorte kampe, T: Tabte kampe, Mf: Mål for, Mi: Mål imod, +/-: Måldifference, P: Point |                         |    |    |   |    |     |   |     |      |                                      |
| Nr | Hold                    | K  | V  | U | T  | Mf  |   | Mi  | +/-  | P                                    |
| 1 | IFK Kiruna              | 20 | 17 | 0 | 3  | 149 | – | 79  | +70  | 34Oprykningsspil                     |
| 2 | Kiruna AIF (N)          | 20 | 12 | 1 | 7  | 111 | – | 61  | +50  | 25Division I 1975-76                 |
| 3 | Medle SK                | 20 | 12 | 0 | 8  | 102 | – | 70  | +32  | 24Division I 1975-76                 |
| 4 | Tegs SK                 | 20 | 11 | 2 | 7  | 92  | – | 67  | +25  | 24Division I 1975-76                 |
| 5 | Bodens BK               | 20 | 11 | 1 | 8  | 113 | – | 92  | +21  | 23Division I 1975-76                 |
| 6 | Clemensnäs/Rönnskärs IF | 20 | 10 | 3 | 7  | 90  | – | 72  | +18  | 23Division I 1975-76                 |
| 7 | Piteå IF                | 20 | 10 | 2 | 8  | 115 | – | 75  | +40  | 22Division I 1975-76                 |
| 8 | IFK Luleå               | 20 | 11 | 0 | 9  | 119 | – | 118 | +1   | 22Division I 1975-76                 |
| 9 | Kågedalens AIF (O)      | 20 | 5  | 3 | 12 | 77  | – | 103 | −26  | 13Nedrykning til Division II 1975-76 |
| 10 | Granö IF                | 20 | 5  | 0 | 15 | 75  | – | 137 | −62  | 10Nedrykning til Division II 1975-76 |
| 11 | Malmbergets AIF (O)     | 20 | 0  | 0 | 20 | 47  | – | 216 | −169 | 0Nedrykning til Division II 1975-76  |

### Division II Nord B
| \| Nr \| Hold \| K \| V \| U \| T \| Mf \| \| Mi \| +/- \| P \| \| -- \| --------------------- \| -- \| -- \| - \| -- \| --- \| - \| --- \| ---- \| ------------------------------------ \| \| 1 \| Hofors IK \| 22 \| 17 \| 1 \| 4 \| 128 \| – \| 63 \| +65 \| 35Oprykningsspil \| \| 2 \| Heffners/Ortvikens IF \| 22 \| 15 \| 2 \| 5 \| 132 \| – \| 61 \| +71 \| 32Division I 1975-76 \| \| 3 \| Tunadals IF \| 22 \| 15 \| 2 \| 5 \| 100 \| – \| 76 \| +24 \| 32Division I 1975-76 \| \| 4 \| Strömsbro IF \| 22 \| 13 \| 2 \| 7 \| 114 \| – \| 86 \| +28 \| 28Division I 1975-76 \| \| 5 \| Östersunds IK \| 22 \| 12 \| 4 \| 6 \| 89 \| – \| 69 \| +20 \| 28Division I 1975-76 \| \| 6 \| Bollnäs IS \| 22 \| 12 \| 1 \| 9 \| 105 \| – \| 75 \| +30 \| 25Division I 1975-76 \| \| 7 \| Järveds IF \| 22 \| 11 \| 2 \| 9 \| 100 \| – \| 81 \| +19 \| 24Division I 1975-76 \| \| 8 \| Örnsköldsviks SK \| 22 \| 9 \| 4 \| 9 \| 104 \| – \| 85 \| +19 \| 22Nedrykning til Division II 1975-76 \| \| 9 \| Gävle Godtemplares IK \| 22 \| 6 \| 2 \| 14 \| 111 \| – \| 131 \| −20 \| 14Nedrykning til Division II 1975-76 \| \| 10 \| KB 65 HK (O) \| 22 \| 6 \| 1 \| 15 \| 64 \| – \| 121 \| −57 \| 13Nedrykning til Division II 1975-76 \| \| 11 \| Ljusne AIK \| 22 \| 3 \| 2 \| 17 \| 71 \| – \| 163 \| −92 \| 8Nedrykning til Division II 1975-76 \| \| 12 \| Alfta GIF (O) \| 22 \| 1 \| 1 \| 20 \| 44 \| – \| 151 \| −107 \| 3Nedrykning til Division II 1975-76 \| K: Kampe spillet, V: Vundne kampe, U: Uafgjorte kampe, T: Tabte kampe, Mf: Mål for, Mi: Mål imod, +/-: Måldifference, P: Point |                       |    |    |   |    |     |   |     |      |                                      |
| Nr | Hold                  | K  | V  | U | T  | Mf  |   | Mi  | +/-  | P                                    |
| 1 | Hofors IK             | 22 | 17 | 1 | 4  | 128 | – | 63  | +65  | 35Oprykningsspil                     |
| 2 | Heffners/Ortvikens IF | 22 | 15 | 2 | 5  | 132 | – | 61  | +71  | 32Division I 1975-76                 |
| 3 | Tunadals IF           | 22 | 15 | 2 | 5  | 100 | – | 76  | +24  | 32Division I 1975-76                 |
| 4 | Strömsbro IF          | 22 | 13 | 2 | 7  | 114 | – | 86  | +28  | 28Division I 1975-76                 |
| 5 | Östersunds IK         | 22 | 12 | 4 | 6  | 89  | – | 69  | +20  | 28Division I 1975-76                 |
| 6 | Bollnäs IS            | 22 | 12 | 1 | 9  | 105 | – | 75  | +30  | 25Division I 1975-76                 |
| 7 | Järveds IF            | 22 | 11 | 2 | 9  | 100 | – | 81  | +19  | 24Division I 1975-76                 |
| 8 | Örnsköldsviks SK      | 22 | 9  | 4 | 9  | 104 | – | 85  | +19  | 22Nedrykning til Division II 1975-76 |
| 9 | Gävle Godtemplares IK | 22 | 6  | 2 | 14 | 111 | – | 131 | −20  | 14Nedrykning til Division II 1975-76 |
| 10 | KB 65 HK (O)          | 22 | 6  | 1 | 15 | 64  | – | 121 | −57  | 13Nedrykning til Division II 1975-76 |
| 11 | Ljusne AIK            | 22 | 3  | 2 | 17 | 71  | – | 163 | −92  | 8Nedrykning til Division II 1975-76  |
| 12 | Alfta GIF (O)         | 22 | 1  | 1 | 20 | 44  | – | 151 | −107 | 3Nedrykning til Division II 1975-76  |

### Division II Vest
| \| Nr \| Hold \| K \| V \| U \| T \| Mf \| \| Mi \| +/- \| P \| \| -- \| ------------------ \| -- \| -- \| - \| -- \| --- \| - \| --- \| ---- \| ------------------------------------ \| \| 1 \| Fagersta AIK \| 22 \| 18 \| 2 \| 2 \| 129 \| – \| 76 \| +53 \| 38Oprykningsspil \| \| 2 \| Surahammars IF \| 22 \| 15 \| 3 \| 4 \| 133 \| – \| 98 \| +35 \| 33Division I 1975-76 \| \| 3 \| Malungs IF \| 22 \| 13 \| 5 \| 4 \| 138 \| – \| 80 \| +58 \| 31Division I 1975-76 \| \| 4 \| Grums IK \| 22 \| 14 \| 2 \| 6 \| 132 \| – \| 84 \| +48 \| 30Division I 1975-76 \| \| 5 \| Falu IF \| 22 \| 14 \| 2 \| 6 \| 119 \| – \| 79 \| +40 \| 30Division I 1975-76 \| \| 6 \| IF Tunabro (N) \| 22 \| 14 \| 1 \| 7 \| 112 \| – \| 75 \| +37 \| 29Division I 1975-76 \| \| 7 \| Forshaga IF \| 22 \| 8 \| 2 \| 12 \| 87 \| – \| 93 \| −6 \| 18Nedrykning til Division II 1975-76 \| \| 8 \| IK Viking \| 22 \| 6 \| 2 \| 14 \| 85 \| – \| 127 \| −42 \| 14Nedrykning til Division II 1975-76 \| \| 9 \| Avesta BK \| 22 \| 5 \| 3 \| 14 \| 89 \| – \| 107 \| −18 \| 13Nedrykning til Division II 1975-76 \| \| 10 \| IK Rommehed (O) \| 22 \| 5 \| 3 \| 14 \| 87 \| – \| 105 \| −18 \| 13Nedrykning til Division II 1975-76 \| \| 11 \| Morgårdshammars IF \| 22 \| 5 \| 2 \| 15 \| 61 \| – \| 118 \| −57 \| 12Nedrykning til Division II 1975-76 \| \| 12 \| Skogsbo SK (O) \| 22 \| 1 \| 1 \| 20 \| 75 \| – \| 205 \| −130 \| 3Nedrykning til Division II 1975-76 \| K: Kampe spillet, V: Vundne kampe, U: Uafgjorte kampe, T: Tabte kampe, Mf: Mål for, Mi: Mål imod, +/-: Måldifference, P: Point |                    |    |    |   |    |     |   |     |      |                                      |
| Nr | Hold               | K  | V  | U | T  | Mf  |   | Mi  | +/-  | P                                    |
| 1 | Fagersta AIK       | 22 | 18 | 2 | 2  | 129 | – | 76  | +53  | 38Oprykningsspil                     |
| 2 | Surahammars IF     | 22 | 15 | 3 | 4  | 133 | – | 98  | +35  | 33Division I 1975-76                 |
| 3 | Malungs IF         | 22 | 13 | 5 | 4  | 138 | – | 80  | +58  | 31Division I 1975-76                 |
| 4 | Grums IK           | 22 | 14 | 2 | 6  | 132 | – | 84  | +48  | 30Division I 1975-76                 |
| 5 | Falu IF            | 22 | 14 | 2 | 6  | 119 | – | 79  | +40  | 30Division I 1975-76                 |
| 6 | IF Tunabro (N)     | 22 | 14 | 1 | 7  | 112 | – | 75  | +37  | 29Division I 1975-76                 |
| 7 | Forshaga IF        | 22 | 8  | 2 | 12 | 87  | – | 93  | −6   | 18Nedrykning til Division II 1975-76 |
| 8 | IK Viking          | 22 | 6  | 2 | 14 | 85  | – | 127 | −42  | 14Nedrykning til Division II 1975-76 |
| 9 | Avesta BK          | 22 | 5  | 3 | 14 | 89  | – | 107 | −18  | 13Nedrykning til Division II 1975-76 |
| 10 | IK Rommehed (O)    | 22 | 5  | 3 | 14 | 87  | – | 105 | −18  | 13Nedrykning til Division II 1975-76 |
| 11 | Morgårdshammars IF | 22 | 5  | 2 | 15 | 61  | – | 118 | −57  | 12Nedrykning til Division II 1975-76 |
| 12 | Skogsbo SK (O)     | 22 | 1  | 1 | 20 | 75  | – | 205 | −130 | 3Nedrykning til Division II 1975-76  |

### Division II Øst
| \| Nr \| Hold \| K \| V \| U \| T \| Mf \| \| Mi \| +/- \| P \| \| -- \| --------------------- \| -- \| -- \| - \| -- \| --- \| - \| --- \| --- \| ------------------------------------ \| \| 1 \| Hammarby IF \| 22 \| 15 \| 5 \| 2 \| 100 \| – \| 65 \| +35 \| 35Oprykningsspil \| \| 2 \| Nacka SK \| 22 \| 16 \| 2 \| 4 \| 111 \| – \| 45 \| +66 \| 34Division I 1975-76 \| \| 3 \| Huddinge IK \| 22 \| 12 \| 7 \| 3 \| 93 \| – \| 54 \| +39 \| 31Division I 1975-76 \| \| 4 \| Väsby IK \| 22 \| 12 \| 6 \| 4 \| 108 \| – \| 71 \| +37 \| 30Division I 1975-76 \| \| 5 \| Enköpings SK/SK Elvan \| 22 \| 11 \| 5 \| 6 \| 65 \| – \| 60 \| +5 \| 27Division I 1975-76 \| \| 6 \| Tierps IF \| 22 \| 11 \| 2 \| 9 \| 109 \| – \| 100 \| +9 \| 24Division I 1975-76 \| \| 7 \| Nynäshamns IF (O) \| 22 \| 9 \| 4 \| 9 \| 93 \| – \| 92 \| +1 \| 22Division I 1975-76 \| \| 8 \| Norrtälje IK \| 22 \| 8 \| 2 \| 12 \| 67 \| – \| 86 \| −19 \| 18Nedrykning til Division II 1975-76 \| \| 9 \| Almtuna IS \| 22 \| 6 \| 4 \| 12 \| 75 \| – \| 85 \| −10 \| 16Nedrykning til Division II 1975-76 \| \| 10 \| Tranebergs IF (O) \| 22 \| 6 \| 3 \| 13 \| 83 \| – \| 111 \| −28 \| 15Nedrykning til Division II 1975-76 \| \| 11 \| BK Remo \| 22 \| 2 \| 2 \| 18 \| 71 \| – \| 135 \| −64 \| 6Nedrykning til Division II 1975-76 \| \| 12 \| Roma IF \| 22 \| 1 \| 4 \| 17 \| 37 \| – \| 108 \| −71 \| 6Nedrykning til Division II 1975-76 \| K: Kampe spillet, V: Vundne kampe, U: Uafgjorte kampe, T: Tabte kampe, Mf: Mål for, Mi: Mål imod, +/-: Måldifference, P: Point |                       |    |    |   |    |     |   |     |     |                                      |
| Nr | Hold                  | K  | V  | U | T  | Mf  |   | Mi  | +/- | P                                    |
| 1 | Hammarby IF           | 22 | 15 | 5 | 2  | 100 | – | 65  | +35 | 35Oprykningsspil                     |
| 2 | Nacka SK              | 22 | 16 | 2 | 4  | 111 | – | 45  | +66 | 34Division I 1975-76                 |
| 3 | Huddinge IK           | 22 | 12 | 7 | 3  | 93  | – | 54  | +39 | 31Division I 1975-76                 |
| 4 | Väsby IK              | 22 | 12 | 6 | 4  | 108 | – | 71  | +37 | 30Division I 1975-76                 |
| 5 | Enköpings SK/SK Elvan | 22 | 11 | 5 | 6  | 65  | – | 60  | +5  | 27Division I 1975-76                 |
| 6 | Tierps IF             | 22 | 11 | 2 | 9  | 109 | – | 100 | +9  | 24Division I 1975-76                 |
| 7 | Nynäshamns IF (O)     | 22 | 9  | 4 | 9  | 93  | – | 92  | +1  | 22Division I 1975-76                 |
| 8 | Norrtälje IK          | 22 | 8  | 2 | 12 | 67  | – | 86  | −19 | 18Nedrykning til Division II 1975-76 |
| 9 | Almtuna IS            | 22 | 6  | 4 | 12 | 75  | – | 85  | −10 | 16Nedrykning til Division II 1975-76 |
| 10 | Tranebergs IF (O)     | 22 | 6  | 3 | 13 | 83  | – | 111 | −28 | 15Nedrykning til Division II 1975-76 |
| 11 | BK Remo               | 22 | 2  | 2 | 18 | 71  | – | 135 | −64 | 6Nedrykning til Division II 1975-76  |
| 12 | Roma IF               | 22 | 1  | 4 | 17 | 37  | – | 108 | −71 | 6Nedrykning til Division II 1975-76  |

### Division II Syd A
| \| Nr \| Hold \| K \| V \| U \| T \| Mf \| \| Mi \| +/- \| P \| \| -- \| ---------------- \| -- \| -- \| - \| -- \| --- \| - \| --- \| --- \| ------------------------------------ \| \| 1 \| HV71 \| 22 \| 19 \| 1 \| 2 \| 141 \| – \| 61 \| +80 \| 39Oprykningsspil \| \| 2 \| HC Vita Hästen \| 22 \| 17 \| 0 \| 5 \| 107 \| – \| 61 \| +46 \| 34Division I 1975-76 \| \| 3 \| Boro/Landsbro IF \| 22 \| 12 \| 3 \| 7 \| 106 \| – \| 73 \| +33 \| 27Division I 1975-76 \| \| 4 \| BK Kenty \| 22 \| 12 \| 2 \| 8 \| 91 \| – \| 61 \| +30 \| 26Division I 1975-76 \| \| 5 \| Tibro IK \| 22 \| 11 \| 3 \| 8 \| 105 \| – \| 89 \| +16 \| 25Division I 1975-76 \| \| 6 \| Gislaveds SK \| 22 \| 12 \| 0 \| 10 \| 104 \| – \| 85 \| +19 \| 24Division I 1975-76 \| \| 7 \| IFK Lindesberg \| 22 \| 8 \| 5 \| 9 \| 76 \| – \| 81 \| −5 \| 21Nedrykning til Division II 1975-76 \| \| 8 \| Skövde IK \| 22 \| 7 \| 2 \| 13 \| 92 \| – \| 119 \| −27 \| 16Nedrykning til Division II 1975-76 \| \| 9 \| IFK Arboga (O) \| 22 \| 6 \| 2 \| 14 \| 66 \| – \| 113 \| −47 \| 14Nedrykning til Division II 1975-76 \| \| 10 \| Vimmerby IF \| 22 \| 6 \| 2 \| 14 \| 64 \| – \| 117 \| −53 \| 14Nedrykning til Division II 1975-76 \| \| 11 \| Nyköpings BIS \| 22 \| 5 \| 3 \| 14 \| 70 \| – \| 110 \| −40 \| 13Nedrykning til Division II 1975-76 \| \| 12 \| HC Dalen (O) \| 22 \| 5 \| 1 \| 16 \| 73 \| – \| 125 \| −52 \| 11Nedrykning til Division II 1975-76 \| K: Kampe spillet, V: Vundne kampe, U: Uafgjorte kampe, T: Tabte kampe, Mf: Mål for, Mi: Mål imod, +/-: Måldifference, P: Point |                  |    |    |   |    |     |   |     |     |                                      |
| Nr | Hold             | K  | V  | U | T  | Mf  |   | Mi  | +/- | P                                    |
| 1 | HV71             | 22 | 19 | 1 | 2  | 141 | – | 61  | +80 | 39Oprykningsspil                     |
| 2 | HC Vita Hästen   | 22 | 17 | 0 | 5  | 107 | – | 61  | +46 | 34Division I 1975-76                 |
| 3 | Boro/Landsbro IF | 22 | 12 | 3 | 7  | 106 | – | 73  | +33 | 27Division I 1975-76                 |
| 4 | BK Kenty         | 22 | 12 | 2 | 8  | 91  | – | 61  | +30 | 26Division I 1975-76                 |
| 5 | Tibro IK         | 22 | 11 | 3 | 8  | 105 | – | 89  | +16 | 25Division I 1975-76                 |
| 6 | Gislaveds SK     | 22 | 12 | 0 | 10 | 104 | – | 85  | +19 | 24Division I 1975-76                 |
| 7 | IFK Lindesberg   | 22 | 8  | 5 | 9  | 76  | – | 81  | −5  | 21Nedrykning til Division II 1975-76 |
| 8 | Skövde IK        | 22 | 7  | 2 | 13 | 92  | – | 119 | −27 | 16Nedrykning til Division II 1975-76 |
| 9 | IFK Arboga (O)   | 22 | 6  | 2 | 14 | 66  | – | 113 | −47 | 14Nedrykning til Division II 1975-76 |
| 10 | Vimmerby IF      | 22 | 6  | 2 | 14 | 64  | – | 117 | −53 | 14Nedrykning til Division II 1975-76 |
| 11 | Nyköpings BIS    | 22 | 5  | 3 | 14 | 70  | – | 110 | −40 | 13Nedrykning til Division II 1975-76 |
| 12 | HC Dalen (O)     | 22 | 5  | 1 | 16 | 73  | – | 125 | −52 | 11Nedrykning til Division II 1975-76 |

### Division II Syd B
| \| Nr \| Hold \| K \| V \| U \| T \| Mf \| \| Mi \| +/- \| P \| \| -- \| ------------------- \| -- \| -- \| - \| -- \| --- \| - \| --- \| --- \| ------------------------------------ \| \| 1 \| BK Bäcken \| 22 \| 18 \| 3 \| 1 \| 144 \| – \| 75 \| +69 \| 39Oprykningsspil \| \| 2 \| IF Troja \| 22 \| 18 \| 2 \| 2 \| 140 \| – \| 75 \| +65 \| 38Division I 1975-76 \| \| 3 \| Malmö IF \| 22 \| 15 \| 2 \| 5 \| 135 \| – \| 89 \| +46 \| 32Division I 1975-76 \| \| 4 \| Halmstads HK \| 22 \| 12 \| 4 \| 6 \| 135 \| – \| 81 \| +54 \| 28Division I 1975-76 \| \| 5 \| Nybro IF \| 22 \| 12 \| 4 \| 6 \| 114 \| – \| 64 \| +50 \| 28Division I 1975-76 \| \| 6 \| Karlskorona IK (O) \| 22 \| 13 \| 2 \| 7 \| 107 \| – \| 98 \| +9 \| 28Division I 1975-76 \| \| 7 \| Hanhals BK \| 22 \| 8 \| 2 \| 12 \| 91 \| – \| 104 \| −13 \| 18Nedrykning til Division II 1975-76 \| \| 8 \| Mölndals IF \| 22 \| 7 \| 2 \| 13 \| 76 \| – \| 122 \| −46 \| 16Nedrykning til Division II 1975-76 \| \| 9 \| Rögle BK \| 22 \| 6 \| 3 \| 13 \| 78 \| – \| 98 \| −20 \| 15Nedrykning til Division II 1975-76 \| \| 10 \| Växjö HC \| 22 \| 5 \| 0 \| 17 \| 68 \| – \| 123 \| −55 \| 10Nedrykning til Division II 1975-76 \| \| 11 \| Kallinge-Ronneby IF \| 23 \| 3 \| 2 \| 18 \| 77 \| – \| 153 \| −76 \| 8Nedrykning til Division II 1975-76 \| \| 12 \| KBA-67 (O) \| 22 \| 2 \| 1 \| 19 \| 60 \| – \| 143 \| −83 \| 5Nedrykning til Division II 1975-76 \| K: Kampe spillet, V: Vundne kampe, U: Uafgjorte kampe, T: Tabte kampe, Mf: Mål for, Mi: Mål imod, +/-: Måldifference, P: Point |                     |    |    |   |    |     |   |     |     |                                      |
| Nr | Hold                | K  | V  | U | T  | Mf  |   | Mi  | +/- | P                                    |
| 1 | BK Bäcken           | 22 | 18 | 3 | 1  | 144 | – | 75  | +69 | 39Oprykningsspil                     |
| 2 | IF Troja            | 22 | 18 | 2 | 2  | 140 | – | 75  | +65 | 38Division I 1975-76                 |
| 3 | Malmö IF            | 22 | 15 | 2 | 5  | 135 | – | 89  | +46 | 32Division I 1975-76                 |
| 4 | Halmstads HK        | 22 | 12 | 4 | 6  | 135 | – | 81  | +54 | 28Division I 1975-76                 |
| 5 | Nybro IF            | 22 | 12 | 4 | 6  | 114 | – | 64  | +50 | 28Division I 1975-76                 |
| 6 | Karlskorona IK (O)  | 22 | 13 | 2 | 7  | 107 | – | 98  | +9  | 28Division I 1975-76                 |
| 7 | Hanhals BK          | 22 | 8  | 2 | 12 | 91  | – | 104 | −13 | 18Nedrykning til Division II 1975-76 |
| 8 | Mölndals IF         | 22 | 7  | 2 | 13 | 76  | – | 122 | −46 | 16Nedrykning til Division II 1975-76 |
| 9 | Rögle BK            | 22 | 6  | 3 | 13 | 78  | – | 98  | −20 | 15Nedrykning til Division II 1975-76 |
| 10 | Växjö HC            | 22 | 5  | 0 | 17 | 68  | – | 123 | −55 | 10Nedrykning til Division II 1975-76 |
| 11 | Kallinge-Ronneby IF | 23 | 3  | 2 | 18 | 77  | – | 153 | −76 | 8Nedrykning til Division II 1975-76  |
| 12 | KBA-67 (O)          | 22 | 2  | 1 | 19 | 60  | – | 143 | −83 | 5Nedrykning til Division II 1975-76  |

## Kvalifikation til Eliteserien
Kvalifikationen til Eliteserien havde deltagelse af de seks puljevindere fra Division II, IFK Kiruna, Hofors IK, Fagersta AIK, Hammarby IF, HV71 og BK Bäcken, samt de to hold, der sluttede på 9.- eller 10.-pladsen i Division I, Södertälje SK og Djurgårdens IF. De otte hold spillede om de sidste to ledige pladser i Eliteserien i 1975-76. De otte hold blev inddelt i to regionale puljer med fire hold i hver. I hver pulje spillede holdene en dobbeltturnering alle-mod-alle, og vinderen af puljen fik en plads i den kommende sæsons Eliteserie.

### Nordøst-pulje
| \| Nr \| Hold \| K \| V \| U \| T \| Mf \| \| Mi \| +/- \| P \| \| -- \| -------------- \| - \| - \| - \| - \| -- \| - \| -- \| --- \| --------------------- \| \| 1 \| Djurgårdens IF \| 6 \| 5 \| 0 \| 1 \| 39 \| – \| 16 \| +23 \| 10Eliteserien 1975-76 \| \| 2 \| Hammarby IF \| 6 \| 3 \| 0 \| 3 \| 26 \| – \| 22 \| +4 \| 6Division I 1975-76 \| \| 3 \| Hofors IF \| 6 \| 2 \| 0 \| 4 \| 16 \| – \| 29 \| −13 \| 4Division I 1975-76 \| \| 4 \| IFK Kiruna \| 6 \| 2 \| 0 \| 4 \| 24 \| – \| 38 \| −14 \| 4Division I 1975-76 \| K: Kampe spillet, V: Vundne kampe, U: Uafgjorte kampe, T: Tabte kampe, Mf: Mål for, Mi: Mål imod, +/-: Måldifference, P: Point |                |   |   |   |   |    |   |    |     |                       |
| Nr | Hold           | K | V | U | T | Mf |   | Mi | +/- | P                     |
| 1 | Djurgårdens IF | 6 | 5 | 0 | 1 | 39 | – | 16 | +23 | 10Eliteserien 1975-76 |
| 2 | Hammarby IF    | 6 | 3 | 0 | 3 | 26 | – | 22 | +4  | 6Division I 1975-76   |
| 3 | Hofors IF      | 6 | 2 | 0 | 4 | 16 | – | 29 | −13 | 4Division I 1975-76   |
| 4 | IFK Kiruna     | 6 | 2 | 0 | 4 | 24 | – | 38 | −14 | 4Division I 1975-76   |

### Sydvest-pulje
| \| Nr \| Hold \| K \| V \| U \| T \| Mf \| \| Mi \| +/- \| P \| \| -- \| ------------- \| - \| - \| - \| - \| -- \| - \| -- \| --- \| --------------------- \| \| 1 \| Södertälje SK \| 6 \| 5 \| 1 \| 0 \| 47 \| – \| 20 \| +27 \| 11Eliteserien 1975-76 \| \| 2 \| HV71 \| 6 \| 3 \| 1 \| 2 \| 28 \| – \| 27 \| +1 \| 7Division I 1975-76 \| \| 3 \| BK Bäcken \| 5 \| 1 \| 2 \| 2 \| 14 \| – \| 22 \| −8 \| 4Division I 1975-76 \| \| 4 \| Fagersta AIK \| 5 \| 0 \| 0 \| 5 \| 11 \| – \| 31 \| −20 \| 0Division I 1975-76 \| K: Kampe spillet, V: Vundne kampe, U: Uafgjorte kampe, T: Tabte kampe, Mf: Mål for, Mi: Mål imod, +/-: Måldifference, P: Point |               |   |   |   |   |    |   |    |     |                       |
| Nr | Hold          | K | V | U | T | Mf |   | Mi | +/- | P                     |
| 1 | Södertälje SK | 6 | 5 | 1 | 0 | 47 | – | 20 | +27 | 11Eliteserien 1975-76 |
| 2 | HV71          | 6 | 3 | 1 | 2 | 28 | – | 27 | +1  | 7Division I 1975-76   |
| 3 | BK Bäcken     | 5 | 1 | 2 | 2 | 14 | – | 22 | −8  | 4Division I 1975-76   |
| 4 | Fagersta AIK  | 5 | 0 | 0 | 5 | 11 | – | 31 | −20 | 0Division I 1975-76   |

Den sidste betydningsløse kamp mellem BK Bäcken og Fagersta AIK blev ikke spillet.